# Živojin Juškić
Živojin Juškić (* 16. Dezember 1969 in Zaječar, SFR Jugoslawien) ist ein ehemaliger Fußballspieler und derzeitiger -trainer.

## Karriere als Spieler
In Jugoslawien spielte Juškić für Dinamo Pančevo und verschiedene Belgrader Vereine, mit dem FK Obilić wurde er 1998 jugoslawischer Meister. In der Qualifikation zur UEFA Champions League 1998/99 scheiterte er mit Obilić am FC Bayern München.
Im Januar 1999 wechselte er auf Leihbasis zum 1. FC Nürnberg in die Fußball-Bundesliga, nach dessen Abstieg in die 2. Liga dann im darauf folgenden Sommer zum Ligakonkurrenten SpVgg Greuther Fürth.
Insgesamt bestritt er 3 Erstliga- und 10 Zweitligaspiele in Deutschland.
Zur Saison 2000/01 wechselte er zum SV Darmstadt 98, war dort zwischen 2002 und 2005 Kapitän und bestritt bis zum Karriereende 2007 insgesamt 150 Regionalligaspiele.

## Karriere als Trainer
Erste Erfahrung auf der Trainerbank sammelte Juškić in der Saison 2002/03 als Interimstrainer beim SV Darmstadt 98.
Ab 2007 trainierte er zunächst die 2. Mannschaft der „Lilien“, die in der Verbandsliga Hessen Süd spielte, in der folgenden Saison dann die A-Junioren. Als Nachfolger von Gerhard Kleppinger als Trainer der 1. Mannschaft für die Spielzeit 2009/10 vorgesehen, löste er diesen am 20. April 2009 vorzeitig ab. Trotz einer guten Mannschaft in der Saison 2009/10 konnte der SV98 keine guten Ergebnisse erzielen. Nach dem Aus im Hessenpokal am 17. März 2010 und einer Niederlage gegen die U23 des SV Wehen Wiesbaden am 20. März 2010, womit ein wichtiges Spiel im Abstiegskampf verloren ging, kündigte Juskić unmittelbar nach Spielende seinen Rücktritt an. Anschließend wurde er sportlicher Leiter beim Hessenligisten 1. FCA Darmstadt. Von Sommer 2011 bis 2016 trainierte er den Verbandsligisten TS Ober-Roden. Von 2019 bis 2021 war er der Trainer von Teutonia Hausen, von Juli 2023 bis Oktober 2024 war Juškić Co-Trainer beim SV Hummetroth.
Heute arbeitet Juškić zudem beim DFB in der Abteilung „Talentförderung“.

## Erfolge als Spieler
- 1998: Jugoslawischer Meister (mit FK Obilić)